# Lovinkbeek
De Lovinkbeek (of Loovinksche Beek, Lovinksche Beek) was tot omstreeks 1935 een beek bij Terborg in de Gelderse Achterhoek. De beek begon met die naam ten noordoosten van Silvolde als vervolg op Het Binnenbeekje, liep ten noorden langs Terborg (waar het samenkwam met de Akkermansbeek) en mondde uit in de Oude IJssel. Bij die uitmonding stond in de 19e eeuw ijzergieterij en hoogoven Vulkaansoord, met een waterrad in de Lovinkbeek voor de aandrijving van de blaasbalg. De beek wordt beschreven in een boek uit 1847.
Tegenwoordig is de loop van de beek aangepast en is de naam verdwenen. Het deel tot aan de samenkomst met de oorspronkelijke Akkermansbeek heet nu Seesinkbeek en vanaf dat punt heet de beek nu ook Akkermansbeek. De naam Lovinkbeek bestaat nog als straatnaam in Zwolle en Zaandam.
De naam "Lovink" is mogelijk te herleiden naar het ‘Erve en Goed Lovink’, de boerderij Lovink in de Lichtenberg (in 1871 afgebroken) of een bouwland in de Sillevoldse Buurt.